# 並齒蘚
並齒蘚（学名：Tetraplodon mnioides）为壺蘚科并齒蘚屬下的一个种。